# Dewald van Heerden
Dewald van Heerden (* 4. April 1991) ist ein südafrikanischer Leichtathlet, der sich auf den Diskuswurf spezialisiert hat.

## Sportliche Laufbahn
Erste Erfahrungen bei internationalen Meisterschaften sammelte Dewald van Heerden im Jahr 2009, als er bei den Juniorenafrikameisterschaften in Bambous mit einer Weite von 58,91 m die Goldmedaille im Diskuswurf gewann. Im Jahr darauf schied er bei den Juniorenweltmeisterschaften in Moncton mit 54,33 m in der Qualifikationsrunde aus und 2016 gewann er bei den Afrikameisterschaften in Durban mit 58,44 m die Bronzemedaille hinter seinem Landsmann Russell Tucker und Stephen Mozia aus Nigeria, nachdem dem ursprünglichen Sieger die Goldmedaille wegen eines Dopingverstoßes aberkannt worden war. 2020 bestritt er in Südafrika seinen letzten offiziellen Wettkampf und beendete daraufhin seine aktive sportliche Karriere im Alter von 29 Jahren.
2017 wurde van Heerden südafrikanischer Meister im Diskuswurf.